# Rosenberger Sándor
Dr. Rosenberger/Rosenberg Sándor (Makó, 1844. október 4. – Arad, 1909. augusztus 3.) aradi főrabbi. Kecskeméti Lipótnak, nagyváradi főrabbinak apósa volt.

## Életpályája
Rosenberg Orbán kereskedő és Lőw Eszter fia. Nagyváradon és Bécsben volt gimnazista. Egyetemi tanulmányait Lipcsében végezte el, és itt doktorált filozófiából. Teológiai tanulmányait Breslauban végezte el. 1868-ban a nagyváradi kongresszusi hitközösségben, 1876-ban Kaposváron, 1885-ben pedig Aradon lett főrabbi, mint Steinhardt Jakab és Chorin Áron utóda. 1895-ben nagy felháborodást váltott ki azzal, hogy vegyes házasságot áldott meg, ezért heves harcot indítottak ellene.
Eötvös József, Deák Ferenc és Lőw Lipót feletti emlékbeszédei könyvben is megjelentek. Tanulmányokat írt a Magyar-Zsidó Szemlébe és az Izraelita Magyar Irodalmi Társulat Évkönyvébe is.
Halálakor az aradi hitközség gyász-albumot adott ki Dr. Rosenberger Sándor végtisztessége címmel.

## Művei
- Die mosaische Echtheit der Königsurkunde in Deuteron. Ein geschichtliche-theologische Studie (Halberstadt, 1867)
- Das Judentum und die Nationalitatsidee (Kaposvár, 1885)
- A zsidó és keresztény között polgárilag kötött házassági frigynek megáldása a zsinagógában (1895)